# Дансвілл (Мічиган)
Дансвілл (англ. Dansville) — селище (англ. village) в США, в окрузі Інгем штату Мічиган. Населення — 529 осіб (2020).

## Географія
Дансвілл розташований за координатами 42°33′20″ пн. ш. 84°18′9″ зх. д. / 42.55556° пн. ш. 84.30250° зх. д. (42.555453, -84.302516).  За даними Бюро перепису населення США в 2010 році селище мало площу 2,61 км², з яких 2,60 км² — суходіл та 0,00 км² — водойми.

## Демографія
Згідно з переписом 2010 року, у селищі мешкали 563 особи в 193 домогосподарствах у складі 154 родин. Густота населення становила 216 осіб/км².  Було 206 помешкань (79/км²).
Расовий склад населення:
| - 95,6 % — білих - 1,1 % — корінних американців - 0,7 % — чорних або афроамериканців - 0,7 % — азіатів |

До двох чи більше рас належало 1,6 %. Частка іспаномовних становила 1,6 % від усіх жителів.
За віковим діапазоном населення розподілялося таким чином: 31,8 % — особи молодші 18 років, 60,0 % — особи у віці 18—64 років, 8,2 % — особи у віці 65 років та старші. Медіана віку мешканця становила 33,4 року. На 100 осіб жіночої статі у селищі припадало 96,9 чоловіків;  на 100 жінок у віці від 18 років та старших — 93,0 чоловіків також старших 18 років.
Середній дохід на одне домашнє господарство  становив 68 550 доларів США (медіана — 57 083), а середній дохід на одну сім'ю — 74 179 доларів (медіана — 65 625). Медіана доходів становила 42 143 долари для чоловіків та 41 250 доларів для жінок. За межею бідності перебувало 14,7 % осіб, у тому числі 27,5 % дітей у віці до 18 років та 0,0 % осіб у віці 65 років та старших.
Цивільне працевлаштоване населення становило 273 особи. Основні галузі зайнятості: освіта, охорона здоров'я та соціальна допомога — 23,1 %, виробництво — 17,6 %, роздрібна торгівля — 13,9 %, транспорт — 11,7 %.